# ويليام جيمس بوث
ويليام جيمس بوث (بالإنجليزية: William James Booth)‏ هو فيلسوف سياسي أمريكي، ولد في 10 أكتوبر 1951.